# درپوش لنز

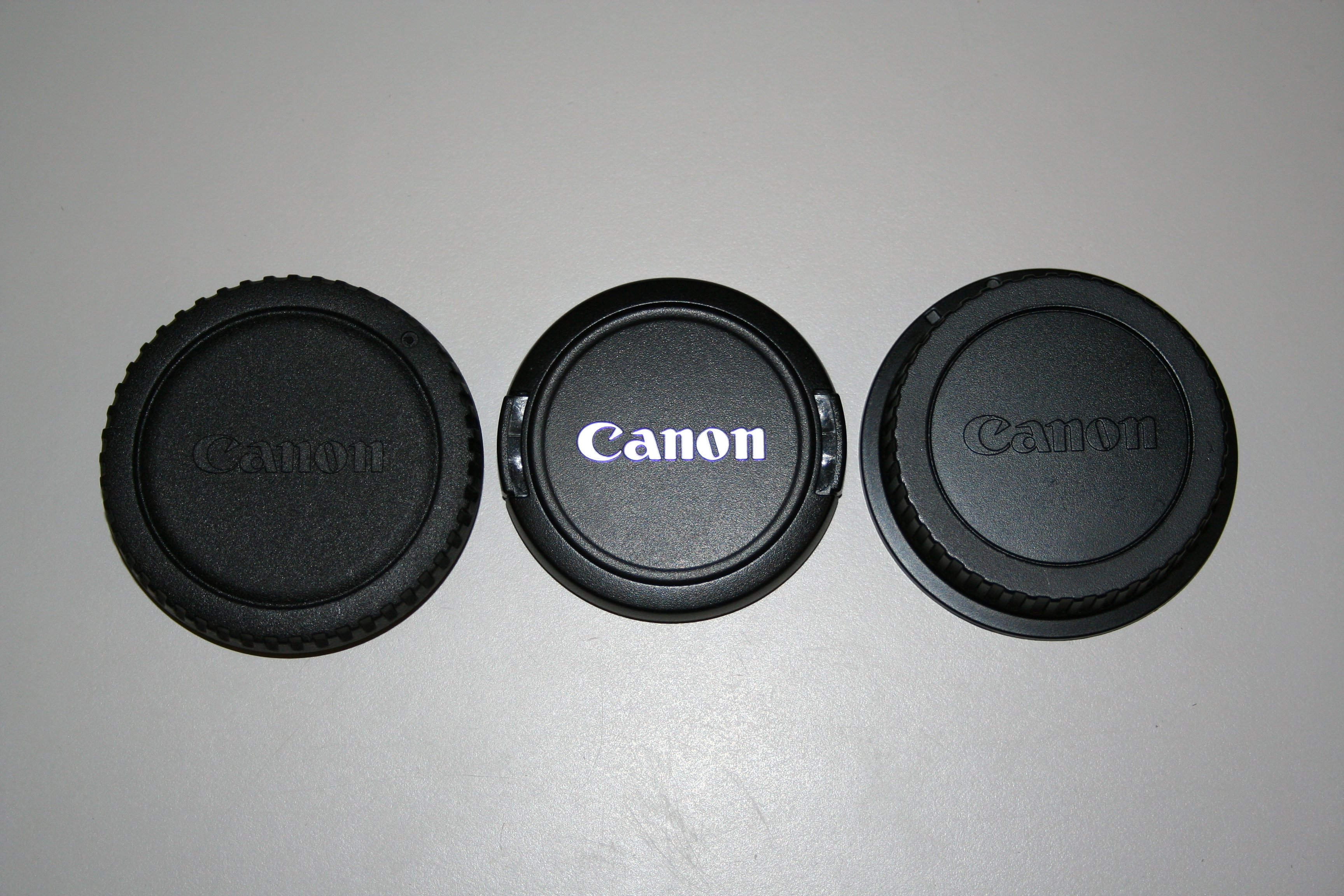
درپوش عدسی کانن

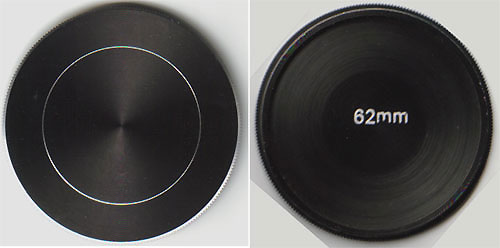
درپوش عدسی فلزی پیچی

درپوش یا کلاهک لنز از لنزهای دوربین عکاسی و دوربین فیلمبرداری در برابر خط و خش و تماس های جزئی محافظت می کند. درپوش های لنز به طور استاندارد با اکثر دوربین ها و لنزها عرضه می شوند. برخی از تلفن های همراه دوربین دار دارای درپوش لنز هستند، مانند سونی اریکسون دبلیو۸۰۰ ، سونی اریکسون کا۷۵۰و سونی اریکسون کا۵۵۰ .
ایمن ترین درپوش لنز، درپوش لنز پیچی فلزی است زیرا که نمی تواند به طور تصادفی از لنز جدا شود. اگرچه برداشتن درپوش پیچ‌دار برای گرفتن عکس نسبت به درپوش لنز استاندارد به زمان بیشتری احتیاج دارد، اما از پلاستیک محکم‌تر است و بنابراین ویژگی حفاظت بیشتری دارد.
برخی از دوربین‌ها (عمدتاً دوربین‌های فشرده کوچک) دارای درپوش اتوماتیک لنز هستند که با روشن شدن دوربین باز می‌شود و غالباً از تیغه‌های پلاستیکی تشکیل شده اند. بنابراین در برابر آسیب ها کم محافظت می‌کنند.
درپوش های عدسی اصطکاکی نیز وجود دارد، ولی بسیار نادر هستند.

درپوش لنز میتواند با یک بند به دوربین متصل شود تا از گم شدن آن جلوگیری کند.
به غیر از درپوش لنز، درپوش‌های پشتی و درپوش‌های بدنه نیز وجود دارد، این در پوش ها در دوربین‌های لنز قابل تعویض استفاده می‌شوند و امکان محافظت از عناصر پشتی لنز، دریچه و سنسور دوربین در هنگام انبار کردن را فراهم می‌کنند.

## جستارهای بیشتر
- آفتابگیر عدسی